# Валдминхен
Валдминхен (њем. Waldmünchen) град је у њемачкој савезној држави Баварска. Једно је од 38 општинских средишта округа Кам. Према процјени из 2010. у граду је живјело 7.088 становника. Посједује регионалну шифру (AGS) 9372171.

## Географски и демографски подаци
Валдминхен се налази у савезној држави Баварска у округу Кам. Град се налази на надморској висини од 514 метара. Површина општине износи 101,2 km². У самом граду је, према процјени из 2010. године, живјело 7.088 становника. Просјечна густина становништва износи 70 становника/km².

## Међународна сарадња
| Мјесто | Држава    | Врста сарадње | Од    |
| ------ | --------- | ------------- | ----- |
| Комбур | Француска | партнерство   | 1993. |
|        | Чешка     | пријатељство  | 1990. |
| Извор  |           |               |       |